# 4100 Sumiko
4100 Sumiko este un asteroid din centura principală, descoperit pe 16 ianuarie 1988, de Tsutomu Hioki și Nobuhiro Kawasato.